# Болтянский, Григорий Моисеевич
Григо́рий Моисе́евич Болтя́нский (24 февраля 1885, Славянка, Екатеринославская губерния — 15 июня 1953, Москва) — российский и советский организатор кинопроизводства, кинорежиссёр
, сценарист, киновед, историк кино, профессор, заслуженный деятель искусств РСФСР, один из основателей советского кинематографа. Заслуженный артист кинематографии (1923).

## Биография
Родился в селе Славянка Павлоградского уезда. Отец — служащий (приказчик), мать — дочь меламеда (учителя начальной еврейской школы).
Учился в Петроградском психоневрологическом институте.
С 1905 года принимал участие в революционном движении. В 1905 году вступил в РСДРП, примыкал к меньшевикам. Работал секретарём Павлоградской организации РСДРП, неоднократно арестовывался, в 1906 году был выслан за пределы Екатеринославской губернии. После Февральской революции избирался членом Исполкома Петроградского совета. С 1913 года в кино, работал в земском просветительном кинематографе, писал сценарии, статьи в рабочей печати. В 1913 году в статье «Пролетариат и кинематограф» выступил за создание классового, пролетарского киноискусства. В 1914 году в Бельгии попытался организовать первую международную фабрику кинохроники.
Один из создателей русской, а затем советской кинохроники. В 1917 году работал в отделе социальной кинохроники Скобелевского просветительного комитета в Петрограде. Под его руководством проводились съёмки Февральской и Октябрьской революций. В 1918—1919 годах возглавлял отдел хроники Петроградского кинокомитета, в 1920—1921 годах — подотдел хроники Всероссийского фотокиноотдела Наркомпроса РСФСР, затем отделы хроники студий «Севзапкино» и «Госкино». При его участии не раз проводились съёмки В. И. Ленина. 2 августа 1923 года распоряжением по Наркомпросу ему было присвоено звание заслуженного артиста советской кинематографии. В 1924 году руководил съёмками похорон В. И. Ленина.
В 1926—1931 годах — председатель фотокинолюбительской секции Центрального совета Общества друзей советского кино (ОДСК, с 1929 года — Общества друзей советской кинематографии и фотографии (ОДСКФ)). Член президиума Ассоциации театральных и кинокритиков (1926).
Активно разрабатывал проект музея кино и кинохранилища. Возглавляя кинокабинет Государственной академии художественных наук (ГАХН), летом 1925 года добился решения худсовета Главнауки об организации музея. Весной 1926 года вышло Постановление коллегии Наркомпроса об учреждении оргкомитета Киномузея при ГАХН. С 1926 по 1931 год под его председательством при ГАХН, а затем при ГАИС работал Комитет по организации Киномузея. Было собрано значительное количество предметов и организовано около 25 выставок. В конце 1931 года в связи с реорганизацией Академии музей был ликвидирован, а фонды и экспонаты переданы в различные организации, в том числе во ВГИК.
С 1931 года преподавал во ВГИКе, где основал кафедру кинохроники. Председатель фотосекции ЦК союза кинофотоработников (1935). Один из организаторов выставок советского фотоискусства (1928, 1935, 1937).
В 1943 году стал на Центральной студии документальных фильмов научным руководителем кинолетописи Великой Отечественной войны, а также занимался подготовкой летописи советского документального кино.
Режиссер Дзига Вертов писал о нём:

Болтянского нельзя назвать профессионалом определенной области кино, так как он выступал как оператор, режиссёр, организатор и руководитель производства, как заведующий лабораторией, научный работник, педагог, историк, теоретик, сценарист, писатель, кинообщественник, методист-устроитель кино- и фотовыставок. (…) Г. М. Болтянский — энтузиаст кино, борец за его культуру, развитие и успехи, за популяризацию кино в массах. Всю свою сознательную жизнь он посвятил делу развития советской кинематографии.
Похоронен на Ваганьковском кладбище.

### Семья
Сыновья:
- Андрей Григорьевич Болтянский (1911—1985) — кинооператор, кандидат технических наук, заслуженный работник культуры РСФСР (1973), основоположник отечественной системы стереокино «Стерео-70».
- Владимир Григорьевич Болтянский (1925—2019) — математик, доктор физико-математических наук (1955), профессор, член-корреспондент АПН РСФСР (1965), член-корреспондент АПН СССР (1968), член-корреспондент РАО (1993). Лауреат Ленинской премии 1962 года.

## Фильмография

### Режиссёр
- 1918 — Октябрьский переворот (Вторая революция)
- 1920 — Топливный фронт
- 1923 — Открытие сельскохозяйственной выставки в Москве
- 1923 — Принятие шефства «Севзапкино» над 1-м полком политуправления
- 1923 — Похороны В. В. Воровского в Москве (совместно с С. Посельским)
- 1923 — Школа ВЦИК и разные куски из жизни Красной Армии
- 1923 — XII-й съезд РКП(б)
- 1924 — XIII-й съезд РКП(б)
- 1924 — 25-летие РКП(б)
- 1925 — Кремль (совместно с С. Посельским)

### Сценарист
- 1917 — К народной власти
- 1925 — Карьера Макдональда (мультфильм)
- 1927 — Октябрь и буржуазный мир (мультфильм)